# Hentzia poenitens
Hentzia poenitens är en spindelart som först beskrevs av Chamberlin 1924.  Hentzia poenitens ingår i släktet Hentzia och familjen hoppspindlar. Inga underarter finns listade i Catalogue of Life.